# Johnny McKinnon
John Ronald McKinnon, kanadski profesionalni hokejist, * 15. julij 1902, Guysborough, Nova Škotska, Kanada, † 8. februar 1969. 
Igral je na položaju branilca. Skupaj je v ligi NHL igral 6 sezon v moštvih Montreal Canadiens, Pittsburgh Pirates in Philadelphia Quakers. 

## Kariera
Kariero je začel v ligi United States Amateur Hockey Association, v kateri je nastopil za moštvo Cleveland Indians. Po eni sezoni je zamenjal moštvo, a še vedno ostal v ligi USAHA, saj je oblekel dres moštva Fort Pitt Hornets. Tudi za Fort Pitt je igral le eno sezono, saj mu je nato uspel preboj v ligo NHL, kjer je 2 tekmi odigral v ekipi Montreal Canadiens. Preostanek sezone 1925/26 je nato prebil v ligi Central Hockey League.
Naslednjo sezono, sezono 1926/27, je zaključil v NHL moštvu Pittsburgh Pirates, v katerem je ostal 4 sezone. V drugi sezoni se je uspel z moštvom prebiti v končnico, kar mu je uspelo edinokrat v svoji karieri, saj so Piratesi doživeli zatem dve porazni sezoni in je sledila selitev v Filadelfijo, kjer se je moštvo po novem imenovalo Philadelphia Quakers. McKinnon je ostal zvest klubu kljub novemu imenu in je doživel še eno porazno sezono, po koncu katere se klub ni pobral, zato se je McKinnon zaradi pomanjkanja ponudb iz lige NHL preselil v ligo AHA. V ligi je preživel dve sezoni v Kansas Cityju, dve v Oklahoma Cityju in štiri v St. Louisu. Kariero je končal leta 1938. 

### Pregled kariere
Odebeljeno - reprezentančni nastopi, glej tudi Statistika pri hokeju na ledu.
| Moštvo                 | Liga  | Sezona |    | Redni del | Redni del | Redni del | Redni del | Redni del | Redni del |   | Končnica | Končnica | Končnica | Končnica | Končnica | Končnica |
| ---------------------- | ----- | ------ | -- | --------- | --------- | --------- | --------- | --------- | --------- | - | -------- | -------- | -------- | -------- | -------- | -------- |
| Moštvo                 | Liga  | Sezona | OT | G         | P         | T         | +/-       | KM        | OT        | G | P        | T        | +/-      | KM       |          |          |
| Cleveland Indians      | USAHA | 23/24  |    | 10        | 0         | 0         | 0         |           |           |   |          |          |          |          |          |          |
| Fort Pitt Hornets      | USAHA | 24/25  |    | 23        | 24        | 0         | 24        |           |           |   | 8        | 2        | 0        | 2        |          |          |
| Montreal Canadiens     | NHL   | 25/26  |    | 2         | 0         | 0         | 0         |           | 0         |   |          |          |          |          |          |          |
| Minneapolis Millers    | CHL   | 25/26  |    | 32        | 12        | 8         | 20        |           | 44        |   | 3        | 3        | 1        | 4        |          | 6        |
| Pittsburgh Pirates     | NHL   | 26/27  |    | 44        | 13        | 0         | 13        |           | 21        |   |          |          |          |          |          |          |
| Pittsburgh Pirates     | NHL   | 27/28  |    | 43        | 3         | 3         | 6         |           | 71        |   | 2        | 0        | 0        | 0        |          | 4        |
| Pittsburgh Pirates     | NHL   | 28/29  |    | 39        | 1         | 0         | 1         |           | 44        |   |          |          |          |          |          |          |
| Pittsburgh Pirates     | NHL   | 29/30  |    | 41        | 10        | 7         | 17        |           | 42        |   |          |          |          |          |          |          |
| Philadelphia Quakers   | NHL   | 30/31  |    | 39        | 1         | 1         | 2         |           | 46        |   |          |          |          |          |          |          |
| Kansas City Pla-Mors   | AHA   | 31/32  |    | 48        | 16        | 4         | 20        |           | 65        |   | 3        | 0        | 0        | 0        |          | 2        |
| Kansas City Pla-Mors   | AHA   | 32/33  |    | 32        | 7         | 4         | 11        |           | 32        |   | 4        | 0        | 0        | 0        |          | 2        |
| Oklahoma City Warriors | AHA   | 33/34  |    | 46        | 10        | 4         | 14        |           | 16        |   |          |          |          |          |          |          |
| Oklahoma City Warriors | AHA   | 34/35  |    | 43        | 3         | 4         | 7         |           | 15        |   |          |          |          |          |          |          |
| St. Louis Flyers       | AHA   | 35/36  |    | 39        | 1         | 9         | 10        |           | 12        |   | 8        | 2        | 2        | 4        |          | 16       |
| St. Louis Flyers       | AHA   | 36/37  |    | 47        | 5         | 9         | 14        |           | 16        |   | 6        | 1        | 0        | 1        |          | 2        |
| St. Louis Flyers       | AHA   | 37/38  |    | 7         | 0         | 0         | 0         |           | 2         |   |          |          |          |          |          |          |
| Skupaj                 |       |        |    | 535       | 106       | 53        | 159       |           | 344       |   | 34       | 8        | 3        | 11       |          | 32       |